# Santuario Madonna del Pianto
Il santuario della Madonna del Pianto  è il luogo di culto cattolico di Albino, posto sulla via omonima ed edificato nel XIX secolo su di sacello del XII secolo.

## Storia
Un primo edificio di piccole dimensioni, dedicato all'Invenzione della Santa Croce, era già presente nell'XI secolo; fu poi ampliato nel XV secolo, dedicandolo alla Vergine Addolorata. L'edificio fu realizzato quale ringraziamento alla Madonna per una guarigione considerata miracolosa accaduta alle figlie di Cornino da Comenduno.
L'edificio di culto fu visitato da san Carlo Borromeo arcivescovo di Milano il 25 novembre 1575 il quale ordinò che fosse demolita l'antica edicola che era posta all'esterno che era intitolata alla Madonna della Gamba. Contrariamente l'ordine non fu eseguito e nella visita pastorale del vescovo Pietro Luigi Speranza del 29 settembre 1861 viene indicata come porzione del santuario ben conservata e adornata: 
(Atti della visita pastorale-Archivio diocesano di Bergamo)
Il complesso scultoreo del Compianto sul Cristo morto con la statua dell'Addolorata, che tiene il Figlio tra le braccia, completata dalle statue dell'evangelista Giovanni e di Maria Maddalena, risalirebbe al XVI secolo e fu dipinta nel 1599 da Valerio Lupi, subendo nel tempo numerosi ritocchi e ripitture.
La devozione per la statua della Madonna portò nel 1898 all'ampliamento della piccola cappella e, successivamente, all'abbattimento del muro del presbiterio per un ulteriore ampliamento, creando così la nuova abside dove fu collocata la tela della Pietà, lavoro di Enea Salmeggia. Nel 1916 alla statua della Madonna fu posta una corona dorata ornata di pietre preziose.

### Miracolo della parola
Paolo Bigoni di Gherardo era un ragazzo di soli dieci anni, appartenente a una famiglia molto povera di Parre, e nel 1651 lavorava presso un pastore in Val Gandino. Un giorno, mentre custodiva le pecore, assistette alla rapina e all'omicidio di un viandante da parte di alcuni briganti.  Questi, accortisi della sua presenza, lo raggiunsero e per evitare che il ragazzo testimoniasse gli tagliarono la lingua fino all'ugola. Il povero ragazzo, diventato muto, si ritrovò senza lavoro e impiegava il tempo chiedendo l'elemosina. Trovò lavoro presso una fucina di Nembro, ma il suo mutismo rendeva difficile ogni rapporto sociale e fu quindi licenziato.
Disperato s'incamminò verso casa ma, giunto a Fiorano, incontrò il padre e insieme si recarono nella chiesa della Madonna del Pianto per pregare. Qui il giovane si accorse di riuscire a recitare il Credo, e con stupore si rese conto che gli era ricresciuta la lingua, secondo quanto avrebbe accertato successivamente la commissione d'inchiesta nominata dal vescovo di Bergamo, monsignor Luigi Grimani, che confermò l'autenticità del miracolo. La notizia dell'evento straordinario raggiunse in poco tempo tutta la valle. Dopo quattro anni dall'evento drammatico che lo aveva reso muto, Paolo Bigoni era ritornato a essere un ragazzo normale. Si sposò a 29 anni e sopravvisse al prodigio 38 anni.

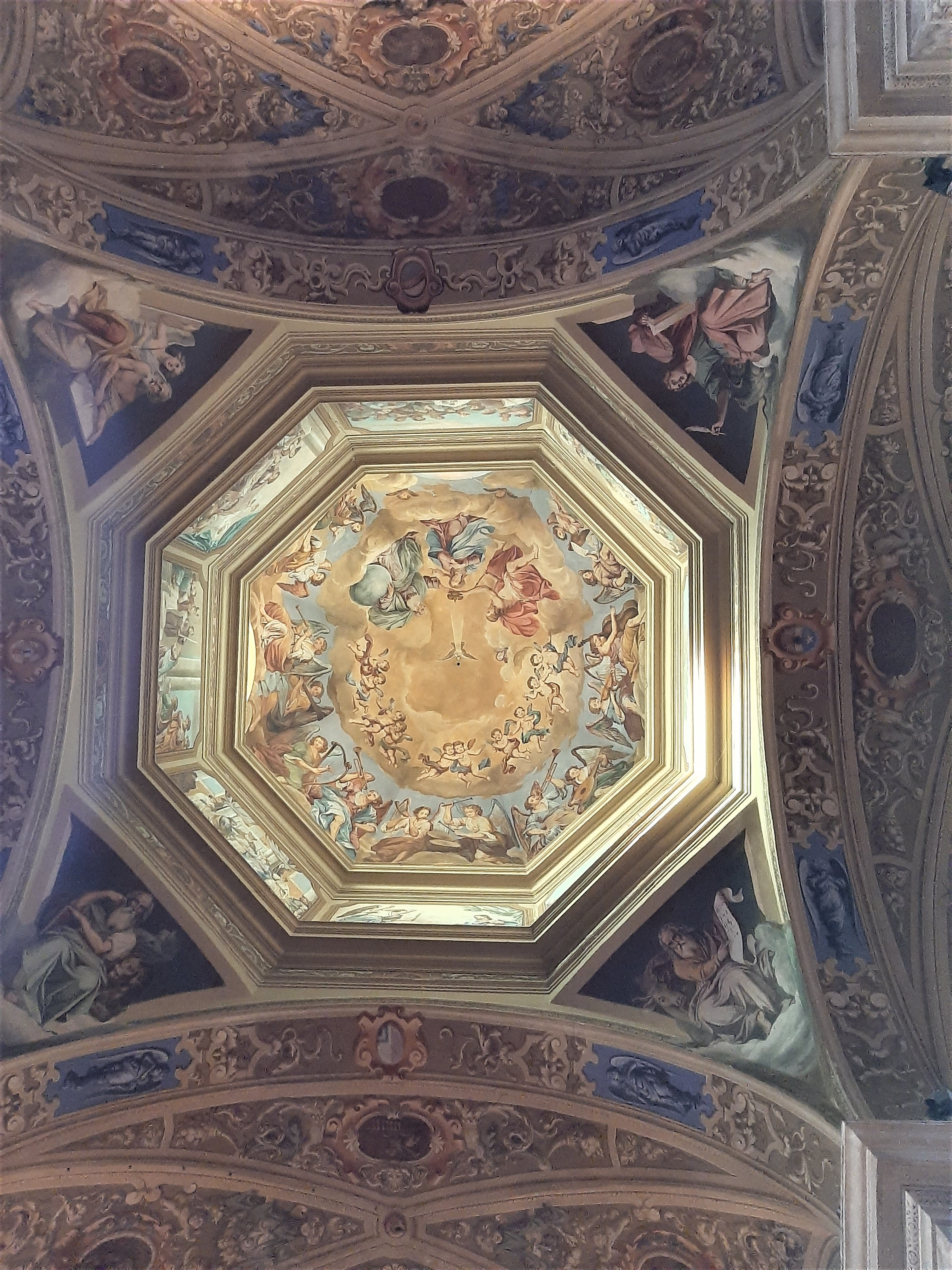
Cupola del santuario della Madonna del Pianto-Trinità che incorona Maria Vergine

## Descrizione

### Esterno
Il santuario della Madonna del Pianto è composta da diverse strutture:

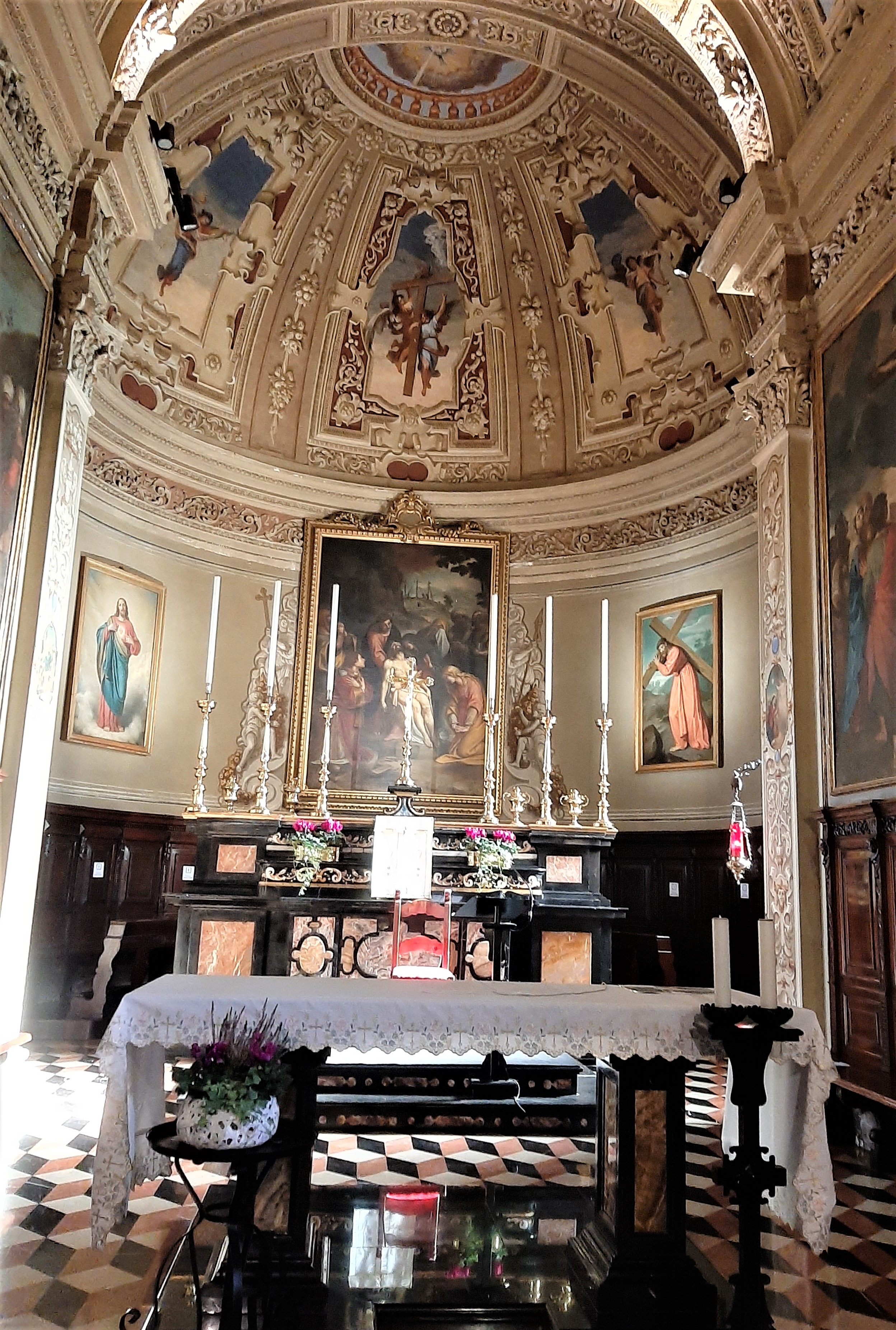
Abside e altare maggiore Madonna del Pianto con il dipinto di Enea Salmeggia

il sagrato si affaccia sulla strada provinciale della val Seriana, proseguendo sul lato sinistro per collegarsi alla piazza attigua, mentre il lato destro è delimitato dalla strada comunale. La facciata è composta da una parte centrale più alta rivolta verso ovest. Due lesene ornate di capitelli corinzi sostengono il timpano triangolare. Due corpi di fabbricato di altezza inferiore sono posti lateralmente alla parte frontale e hanno una copertura a falda poco pendente. I tre fabbricati presentano verso il sagrato il passaggio di cinque vani di forma rettangolare.

### Interno
Dal pronao si accede a destra alla cappella detta del Miracolo, a sinistra alla cancelleria, mentre l'entrata principale è posta centralmente: attraverso una bussola di legno si accede all'interno, composto da tre navate a croce latina. I transetti terminano con le cappelle a pianta strombata, illuminate da finestre semicircolari poste sulla parete di fondo dove vi sono i due altari. Il presbiterio, a pianta rettangolare, presenta la volta a botte decorata con stucchi e fondelli affrescati; nell'abside semicircolare è posto l'altare maggiore, con la pala raffigurante la Deposizione di Cristo dalla Croce di Enea Salmeggia. Questa è completamente dipinta a fresco e suddivisa in spicchi, raffiguranti angeli e i simboli della passione.
I dipinti del presbiterio si ripetono nella pittura a fresco della volta, opera di Giovanni Battista Azzola. Le tre navate sono divise da pilastri e da quattro colonne completamente dipinte e decorate a stucco, terminanti con una trabeazione e un cornicione. La cupola presenta un affresco con la vita di Maria e l'Incoronazione, mentre i quattro pennacchi raffigurano i quattro evangelisti. Le medesime decorazioni si presentano nelle volte strombate delle due cappelle laterali.
Il santuario conserva il dipinto di Giovan Battista Moroni Cristo che porta la Croce, eseguito dall'artista nel 1565 per la chiesa di San Rocco, sempre ad Albino, trasferito poi nel santuario durante il secondo conflitto mondiale. Il santuario conserva anche opere di Enea Salmeggia (nella pala d'altare maggiore la Pietà), di Francesco Zucco (la Madonna e santi) e decorazioni di Guglielmo Lecchi.